# Hypocenomyce sierrae
Hypocenomyce sierrae är en lavart som beskrevs av Timdal. Hypocenomyce sierrae ingår i släktet Hypocenomyce och familjen Ophioparmaceae.   Inga underarter finns listade i Catalogue of Life.